# Ib Vagn Hansen
Ib Vagn Hansen (* 4. Januar 1926 in Kopenhagen; † 2000) war ein dänischer Radrennfahrer und nationaler Meister im Radsport.

## Sportliche Laufbahn
Hansen startete für den Verein DBC Kopenhagen. Er war Teilnehmer der Olympischen Sommerspiele 1952 in Helsinki. Dort startete er im 1000-Meter-Zeitfahren und belegte beim Sieg von Russell Mockridge den 6. Platz. 1945 gewann er die nationale Meisterschaft im Sprint der Amateure vor Ove Krogh Rants. 1952 konnte er den Titel erneut gewinnen. Als Amateur siegte er im Grand Prix Kopenhagen 1945.